# 星野一樹
星野 一樹（ほしの かずき、1977年10月13日 - ）は、東京都出身のレーシングドライバー。株式会社ホシノインパル取締役。SUPER GTおよび
スーパーフォーミュラに参戦するTeam IMPULではアドバイザーを経て2023年より監督に就任した。
現・ホシノインパル代表、Team IMPUL総監督を務める星野一義の長男。

## プロフィール
- 身長:168cm
- 体重：62kg
- 血液型：RH+A
- 愛車 : 日産・フェアレディZ
- 最終学歴：帝京大学卒業

## 経歴
小学生時はリトルリーグで主に内野手としてプレーする野球少年だった。小学校から中学に上がるころにはレーサーになりたいという気持ちが芽生えていたが、父・一義はレーサーを「これ以上危険で怖い職業は無い」と自身の経験から悟っていた為、一樹にはレース以外の道に進んでほしいと考えておりレース活動開始に反対の意向が強く、デビュー時期は同年代のレーサーに比べて遅かった。大学の卒業が決まると「ここから先はオレの人生だから」と父を説き伏せ、1999年に22歳でカートレースを開始。同年に鈴鹿サーキットが運営するレーシングスクール「SRS-F」に入学。2000年にイギリスに渡った。渡英を決めていたとはいえ英語力は全くなく「ハローとハウ・アー・ユーが言えるくらい」であり、行きの成田空港で買った電子辞書が頼りの初渡英であった。アンドリュー・ギルバート＝スコットの仲介を受けカーリン・モータースポーツに入り、チームが探してくれた語学学校で英語を学びながらフォーミュラ・フォードやフォーミュラ・ルノーなどに参戦した。父・一義は実際に一樹のレース活動が始まると「始めたからには徹底的にやれ」との姿勢になり、一樹がイギリス修行中に多重クラッシュに巻き込まれ恐怖を感じ、電話で話をした際には「レースやってて怖くない奴なんていないんだよ」といくつか貴重な話を聞かせてくれたという。ロンドン郊外に2年間住み、鉄道で30分ほどのロンドンでファッションなども吸収した。
2002年に帰国し、全日本F3選手権に参戦。翌2003年から全日本GT選手権（現SUPER GT）のGT300クラスとスーパー耐久のクラス3に参戦を開始した。F3では特筆すべき結果を残せなかったが、GTではデビューイヤーからクラスのチャンピオン争いに加わった。2004年にはモバイルキャスト ADVAN Zでスーパー耐久・クラス3のシリーズチャンピオンを獲得。2005年はSUPER GT 第5戦（ツインリンクもてぎ）で優勝するなど、チャンピオン争いに加わる走りを見せた。
2006年は全日本選手権フォーミュラ・ニッポンにも参戦し、SUPER GTでは念願のGT500クラスへのステップアップを果たした。両カテゴリとも、父・一義のチームであるTeam IMPULで参戦し、フォーミュラ・ニッポンではなかなか好成績を出せず、1年でシートを失うことになったが、SUPER GTでは開幕戦の決勝スタート直後にコースアウトを喫したものの、第2戦では伊藤大輔に競り勝ち、第4戦でも安定した走りで3位表彰台を獲得。第6戦の鈴鹿1000kmでは優勝。しかしこの時の鈴鹿1000km優勝はレース終盤に自分の走行スティントをチームからの指示で「勝利のために」ブノワ・トレルイエに譲ることになったため、最も悔しいレースとして印象に残っていると述べている。
同年のスーパー耐久シリーズ第3戦・十勝24時間レースでは本山哲・服部尚貴・松田次生と共に「日産自動車ドリームチーム」を結成し参戦、総合7位で完走しクラス優勝を果たした。
2008年はSUPER GTでは再びGT300クラスに戦いの場を移し、シリーズチャンピオンを獲得した。十勝24時間レースでも影山正美・田中哲也と共に、NISMOからGT-Rで参戦。
2010年にGT300クラスにおいて2度目のシリーズチャンピオンを獲得。
2007年から2016年まではニュルブルクリンク24時間レースにも参戦、2010年にクラス3位、2012年にクラス2位入賞を果たした。
2014年に父の経営する株式会社ホシノインパルに入社する。
2018年、スーパー耐久シリーズ第3戦・富士24時間レースではGTNET MOTOR SPORTSの日産・GT-R NISMO GT3（ST-Xクラス）を駆り総合優勝、翌2019年も連覇した。
2018年11月に結婚し、2020年11月に第一子が誕生。
2021年シーズンをもってSUPER GTのドライバーを退き、第一線からは引退することを自身のTwitter上で表明。ホシノインパルの取締役でもあり、今後は同社にてマネジメントや商品開発に軸足をおいた活動をするとしている。なお、楽しみながら参戦できるスーパー耐久(S耐)などのカテゴリーには今後も参戦機会があれば出たいと話し、生涯レーサーでいたいと述べている。
2022年4月28日、日産自動車とNISMOから、6月4〜5日に富士スピードウェイで開催されるS耐第2戦「NAPAC 富士SUPER TEC 24時間レース」に、新型ニッサンZをベースとしたレースカーでST-Qクラスに参戦すると発表し、230号車を松田次生、ロニー・クインタレッリ、平手晃平らとドライブ、決勝5位で完走した。
2023年シーズンより星野一義前監督からバトンを受け継ぎ、株式会社Team IMPULの代表取締役、SUPER GTおよびスーパーフォーミュラチーム監督（一義は総監督となり一歩引いた立場で引き続き帯同）、ホシノインパル製品の企画開発統括責任者となった。同年より開始したチームインパルのスーパー耐久参戦ではチーム代表を務めつつ自らもドライバーとして参戦し、第2戦富士24時間では中嶋一貴、平峰一貴、大木一輝を起用してのカズキカルテットチームをトヨタ・ガズーレーシング(中嶋が副会長を務める)側の協力と日産ニスモの了解を得て、中嶋の日産車でのレース参戦を実現させるなどカテゴリーの活性化に一役買った。

## レース戦績
- 1999年 - SRS-F入校
- 2000年
  - イギリス フォーミュラ・フォードJr（Carlin Motorsport）
  - イギリス フォーミュラ・ルノー（Carlin Motorsport）
- 2001年 - イギリスF3選手権･スカラシップクラス（Carlin Motorsport #53／ダラーラF398･無限ホンダ）（シリーズ7位）
- 2002年 - 全日本F3選手権（#11 ティグレ無限F302／ダラーラF302）（シリーズ11位）
- 2003年
  - 全日本GT選手権･GT300クラス（TEAM DAISHIN #81 ダイシンADVAN シルビア／シルビア S15 SR20DET）（ シリーズ6位）
  - スーパー耐久シリーズ･Class3（C-WEST LABS #23 C-WEST アドバン Z33／フェアレディZ Z33）　（シリーズ5位）
- 2004年
  - 全日本GT選手権･GT300クラス （TEAM DAISHIN #81 エンドレスダイシンアドバン Z／フェアレディZ Z33 VQ35DE）（シリーズ7位）
  - スーパー耐久シリーズ･Class3（RS中春 #245 モバイルキャスト アドバンZ／フェアレディZ Z33）（クラス優勝）
- 2005年 - SUPER GT･GT300クラス（MOLA #46 Dream Cube's ADVAN Z／フェアレディZ Z33 VQ35DE）（シリーズ5位・1勝）
- 2006年
  - フォーミュラ･ニッポン（arting RACING TEAM with IMPUL #2／ローラ FN06/51 TOYOTA RV8J）
  - SUPER GT･GT500クラス（TEAM IMPUL #12 カルソニック・インパル・Ｚ／フェアレディＺ Z33 VQ30DETT）（シリーズ8位・1勝）
  - 第13回十勝24時間レース・GTクラス（シフト #74 アラビアン・オアシスZ／フェアレディZ Z33）（総合7位・クラス優勝）
- 2007年
  - SUPER GT･GT500クラス(TEAM IMPUL #12 カルソニック・インパル・Ｚ／フェアレディＺ Z33 VK45DE）（シリーズ11位）
  - スーパー耐久･ST-Class1(C-WEST LABS #23 CAR-CHANNEL アドバンZ33／フェアレディZ Z33）
  - ニュルブルリンク24時間耐久レース・SP7クラス（MOLA #33 FALKEN フェアレディZ／Z33）（総合34位・クラス11位）
- 2008年
  - SUPER GT・GT300クラス(MOLA #46 MOLA レオパレス Z／フェアレディZ Z33 VQ35DE）（シリーズチャンピオン・1勝）
  - スーパー耐久･ST-Class1＜Rd.2〜3,5＞(TEAM TETUSYA #10 Cenote ADVAN Z／フェアレディZ Z33）
  - 第15回十勝24時間レース・IP-4クラス（NISMO #35 MOTUL NISMO GT-R／GT-R R35）
- 2009年 - SUPER GT・GT300クラス(MOLA #46 エスロード MOLA Z／フェアレディZ Z33 VQ35DE）（シリーズ7位・1勝）
- 2010年 -  SUPER GT・GT300クラス(HASEMI MOTOR SPORT #3 TOMICA Z／フェアレディZ Z33 VQ35DE）(シリーズチャンピオン・1勝）
- 2011年 - SUPER GT・GT300クラス（A speed #66 triple a Vantage GT2／Aston Martin V8 Vantage GT2）（シリーズ8位・1勝）
- 2012年 - SUPER GT・GT300クラス（A speed #66 triple a Vantage GT3／Aston Martin V12 Vantage GT3）（※開幕戦のみV8 Vantage GT2）（シリーズ3位・2勝）
- 2013年 - SUPER GT・GT300クラス（NDDP RACING #3 S Road NDDP GT-R／GT-R NISMO GT3 VR38DETT）（シリーズ17位）
- 2014年 - SUPER GT・GT300クラス（NDDP RACING #3 B-MAX NDDP GT-R／GT-R NISMO GT3 VR38DETT）（シリーズ4位・1勝）
- 2015年 - SUPER GT・GT300クラス（NDDP RACING #3 B-MAX NDDP GT-R／GT-R NISMO GT3 VR38DETT）（シリーズ3位・2勝）
- 2016年 - SUPER GT・GT300クラス（NDDP RACING #3 B-MAX NDDP GT-R／GT-R NISMO GT3 VR38DETT）（シリーズ4位・1勝）
- 2017年 - SUPER GT・GT300クラス（NDDP RACING #3 B-MAX NDDP GT-R／GT-R NISMO GT3 VR38DETT）（シリーズ14位）
- 2018年 - SUPER GT・GT300クラス（GAINER #10 GAINER TANAX triple a GT-R／GT-R NISMO GT3 VR38DETT）（シリーズ14位）
- 2019年 - SUPER GT・GT300クラス（GAINER #10 GAINER TANAX triple a GT-R／GT-R NISMO GT3 VR38DETT）（シリーズ11位・1勝）
- 2020年 - SUPER GT・GT300クラス（GAINER #10 	TANAX ITOCHU ENEX with IMPUL GT-R／GT-R NISMO GT3 VR38DETT）（シリーズ11位）
- 2021年 - SUPER GT・GT300クラス（GAINER #10 	TANAX with IMPUL GT-R／GT-R NISMO GT3 VR38DETT）（シリーズ17位）

### イギリス・フォーミュラ3選手権
| 年     | チーム                     | エンジン | クラス | 1        | 2         | 3         | 4        | 5        | 6         | 7        | 8        | 9        | 10        | 11       | 12        | 13       | 14       | 15        | 16       | 17        | 18       | 19        | 20      | 21       | 22       | 23       | 24       | 25       | 26       | 27        | 順位 | ポイント |
| ------ | -------------------------- | -------- | ------ | -------- | --------- | --------- | -------- | -------- | --------- | -------- | -------- | -------- | --------- | -------- | --------- | -------- | -------- | --------- | -------- | --------- | -------- | --------- | ------- | -------- | -------- | -------- | -------- | -------- | -------- | --------- | ---- | -------- |
| 2001年 | カーリン・モータースポーツ | 無限     | S      | SIL 1 22 | SIL 2 Ret | DON 1 DNS | DON 2 22 | SNE 1 24 | SNE 2 DNQ | OUL 1 18 | OUL 2 18 | CRO 1 21 | CRO 2 Ret | ROC 1 20 | ROC 2 DNS | CAS 1 21 | CAS 2 22 | BRH 1 Ret | BRH 2 21 | DON 1 Ret | DON 2 24 | KNO 1 Ret | KNO 2 C | THR 1 20 | THR 2 18 | THR 3 21 | BRH 1 17 | BRH 2 21 | SIL 1 16 | SIL 2 Ret | 7位  | 133      |

- 太字はポールポジション、斜字はファステストラップ。(key)

### 全日本フォーミュラ3選手権
| 年     | チーム        | エンジン | クラス | 1         | 2       | 3         | 4         | 5         | 6       | 7       | 8         | 9         | 10    | 11      | 12      | 13       | 14      | 15       | 16      | 17      | 18      | 19      | 20        | 順位 | ポイント |
| ------ | ------------- | -------- | ------ | --------- | ------- | --------- | --------- | --------- | ------- | ------- | --------- | --------- | ----- | ------- | ------- | -------- | ------- | -------- | ------- | ------- | ------- | ------- | --------- | ---- | -------- |
| 2002年 | 株式会社 童夢 | 無限     | A      | TSU 1 Ret | TSU 2 8 | SUZ 1 Ret | SUZ 2 Ret | FSW 1 Ret | FSW 1 7 | MIN 1 9 | MIN 2 Ret | TRM 1 Ret | TRM 2 | SUZ 1 6 | SUZ 2 5 | SUG 1 12 | SUG 2 8 | SEN 1 11 | SEN 2 7 | TAI 1 3 | TAI 2 8 | TRM 1 7 | TRM 2 Ret | 11位 | 64       |

(key)

### 全日本GT選手権/SUPER GT
| 年     | チーム              | 使用車両                                | クラス | 1       | 2       | 3       | 4       | 5       | 6       | 7       | 8       | 9      | 順位 | ポイント |
| ------ | ------------------- | --------------------------------------- | ------ | ------- | ------- | ------- | ------- | ------- | ------- | ------- | ------- | ------ | ---- | -------- |
| 2003年 | TEAM DAISHIN        | 日産・シルビア                          | GT300  | TAI 7   | FSW 6   | SUG 7   | FSW 4   | FSW 2   | TRM 4   | AUT 10  | SUZ 4   |        | 6位  | 61       |
| 2004年 | TEAM DAISHIN        | 日産・フェアレディZ                     | GT300  | TAI 8   | SUG 11  | SEP 7   | TOK 9   | TRM 17  | AUT 4   | SUZ 6   |         |        | 7位  | 29       |
| 2005年 | MOLA                | 日産・フェアレディZ                     | GT300  | OKA 8   | FSW 7   | SEP 6   | SUG Ret | TRM 1   | FSW 4   | AUT 6   | SUZ 4   |        | 5位  | 59       |
| 2006年 | TEAM IMPUL          | 日産・フェアレディZ                     | GT500  | SUZ 13  | OKA 6   | FSW 5   | SEP 3   | SUG 6   | SUZ 1   | TRM 13  | AUT 4   | FSW 12 | 8位  | 67       |
| 2007年 | TEAM IMPUL          | 日産・フェアレディZ                     | GT500  | SUZ 11  | OKA 8   | FSW 10  | SEP 3   | SUG 7   | SUZ Ret | TRM Ret | AUT Ret | FSW 2  | 11位 | 34       |
| 2008年 | MOLA                | 日産・フェアレディZ                     | GT300  | SUZ Ret | OKA 4   | FSW 2   | SEP 2   | SUG 5   | SUZ 1   | TRM 7   | AUT 4   | FSW 6  | 1位  | 78       |
| 2009年 | TEAM NISHIZAWA MOLA | 日産・フェアレディZ                     | GT300  | OKA 7   | SUZ 3   | FSW 6   | SEP 4   | SUG 6   | SUZ 1   | FSW 9   | AUT 8   | TRM 7  | 7位  | 62       |
| 2010年 | HASEMI MOTOR SPORT  | 日産・フェアレディZ                     | GT300  | SUZ 5   | OKA 3   | FSW 5   | SEP 5   | SUG 2   | SUZ Ret | FSW C   | TRM 1   |        | 1位  | 64       |
| 2011年 | A speed             | アストンマーティン・ヴァンテージ GT2    | GT300  | OKA 1   | FSW Ret | SEP Ret | SUG 8   | SUZ 12  | FSW 9   | AUT 11  | TRM 4   |        | 8位  | 33       |
| 2012年 | A speed             | アストンマーティン・ヴァンテージ GT2    | GT300  | OKA 11  |         |         |         |         |         |         |         |        | 3位  | 73       |
| 2012年 | A speed             | アストンマーティン・V12ヴァンテージ GT3 | GT300  |         | FSW 3   | SEP 3   | SUG Ret | SUZ 1   | FSW Ret | AUT 1   | TRM 5   |        | 3位  | 73       |
| 2013年 | NDDP RACING         | 日産・GT-R NISMO GT3                    | GT300  | OKA Ret | FSW Ret | SEP 10  | SUG 9   | SUZ 9   | FSW 5   | AUT Ret | TRM 9   |        | 17位 | 14       |
| 2014年 | NDDP RACING         | 日産・GT-R NISMO GT3                    | GT300  | OKA 4   | FSW 5   | AUT 4   | SUG 9   | FSW 10  | SUZ 19  | CHA 1   | TRM 8   |        | 4位  | 48       |
| 2015年 | NDDP RACING         | 日産・GT-R NISMO GT3                    | GT300  | OKA 8   | FSW 2   | CHA 1   | FSW Ret | SUZ 14  | SUG 8   | AUT 1   | TRM Ret |        | 4位  | 61       |
| 2016年 | NDDP RACING         | 日産・GT-R NISMO GT3                    | GT300  | OKA 10  | FSW 1   | SUG 5   | FSW 6   | SUZ 10  | CHA 2   | TRM 13  | TRM 6   |        | 4位  | 54       |
| 2017年 | NDDP RACING         | 日産・GT-R NISMO GT3                    | GT300  | OKA 7   | FSW 6   | AUT 9   | SUG 8   | FSW Ret | SUZ 14  | CHA 9   | TRM 10  |        | 17位 | 17       |
| 2018年 | GAINER              | 日産・GT-R NISMO GT3                    | GT300  | OKA 13  | FSW 11  | SUZ 10  | CHA Ret | FSW 8   | SUG 2   | AUT 9   | TRM 15  |        | 16位 | 22       |
| 2019年 | GAINER              | 日産・GT-R NISMO GT3                    | GT300  | OKA Ret | FSW 10  | SUZ 12  | CHA 1   | FSW 14  | AUT 10  | SUG 15  | TRM 16  |        | 14位 | 22       |
| 2020年 | GAINER              | 日産・GT-R NISMO GT3                    | GT300  | FSW 5   | FSW 10  | SUZ 5   | TRM 11  | FSW 12  | SUZ 21  | TRM 7   | FSW 6   |        | 12位 | 22       |
| 2021年 | GAINER              | 日産・GT-R NISMO GT3                    | GT300  | OKA 10  | FSW 5   | SUZ 11  | TRM 14  | SUG 26  | AUT 7   | TRM 10  | FSW 10  |        | 18位 | 13       |

- 太字はポールポジション、斜字はファステストラップ。(key)

### フォーミュラ・ニッポン
| 年     | チーム                        | シャシー       | エンジン | 1      | 2      | 3       | 4       | 5      | 6      | 7       | 8       | 9      | 順位 | ポイント |
| ------ | ----------------------------- | -------------- | -------- | ------ | ------ | ------- | ------- | ------ | ------ | ------- | ------- | ------ | ---- | -------- |
| 2006年 | arting RACING TEAM with IMPUL | ローラ・B06/51 | トヨタ   | FSW 18 | SUZ 14 | TRM Ret | SUZ Ret | AUT 14 | FSW 13 | SUG Ret | TRM Ret | SUZ 14 | NC   | 0        |

(key)

### ニュルブルクリンク24時間レース
| ニュルブルクリンク24時間レース 結果 | ニュルブルクリンク24時間レース 結果 | ニュルブルクリンク24時間レース 結果                        | ニュルブルクリンク24時間レース 結果 | ニュルブルクリンク24時間レース 結果 | ニュルブルクリンク24時間レース 結果 | ニュルブルクリンク24時間レース 結果 | ニュルブルクリンク24時間レース 結果 |
| 年                                  | チーム                              | コ・ドライバー                                             | 車                                  | クラス                              | 周回                                | 順位                                | クラス 順位                         |
| ----------------------------------- | ----------------------------------- | ---------------------------------------------------------- | ----------------------------------- | ----------------------------------- | ----------------------------------- | ----------------------------------- | ----------------------------------- |
| 2007年                              | ファルケン・モータースポーツ        | 田中哲也 ピーター・ダンブレック ディアク・ショイスマン     | 日産・350Z                          | SP7                                 | 94                                  | 33位                                | 11位                                |
| 2008年                              | ファルケン・モータースポーツ        | 田中哲也 ピーター・ダンブレック ディアク・ショイスマン     | 日産・350Z                          | SP7                                 | 134                                 | 23位                                | 13位                                |
| 2009年                              | ファルケン・モータースポーツ        | 田中哲也 ピーター・ダンブレック ディアク・ショイスマン     | 日産・350Z                          | SP7                                 | 144                                 | 11位                                | 4位                                 |
| 2010年                              | ファルケン・モータースポーツ        | 田中哲也 ピーター・ダンブレック ディアク・ショイスマン     | 日産・350Z                          | SP7                                 | 145                                 | 12位                                | 3位                                 |
| 2012年                              | チーム・ニッサン GT-R               | ミハエル・クルム 田中哲也 鈴木利男                         | 日産・GT-R                          | SP8T                                | 104                                 | 99位                                | 2位                                 |
| 2014年                              | ニッサン・GTアカデミー・チームRJN   | ミハエル・クルム 田中哲也 千代勝正                         | 日産・GT-R NISMO GT3                | SP9 GT3                             | 51                                  | DNF                                 | DNF                                 |
| 2015年                              | ニッサン・GTアカデミー・チームRJN   | ミハエル・クルム ルーカス・オルドネス アレックス・バンコム | 日産・GT-R NISMO GT3                | SP9 GT3                             | 151                                 | 9位                                 | 9位                                 |
| 2016年                              | ニッサン・GTアカデミー・チームRJN   | ミハエル・クルム ルーカス・オルドネス アレックス・バンコム | 日産・GT-R NISMO GT3                | SP9                                 | 129                                 | 11位                                | 11位                                |

## 逸話
- 家族は両親と、4歳上の姉の4人家族で育つ[15]。父・一義は現役時代に家族が自身のレース現場に来るのを好んでおらず、子供時は父のレースを現場ではなく家のテレビで見る場合も多かったとYoutubeチャンネル「ホシノインパル全開魂」の中で述べている[映像 2]。
- 少年時代は父・一義にカートを含めたレース活動を猛反対されており（父の愛弟子だった萩原光の事故や父自身の実体験から「クラッシュで意識を失って病院で目が覚めるとか、こんなことを息子には味わってほしくない」との思いによる）「大学を出るまでは、親の言うことを聞け」と強制的に制限されていた。これには時間が経てばレース界入りを諦めるだろうとの父・一義の狙いがあったが、一樹は約束通り大学の卒業が決まるとレース活動を始めるべく英国へ渡る事を切り出し、「俺の人生だから、レーシングドライバーにチャレンジさせてくれ」と説得し、ついに父・一義が折れて了承した。
  - なお、一樹にも息子が誕生したあとは「もし子供がレースやりたいって言ったら絶対やらせたくない 父がずっと反対してた時は何でだ？って思ってたけど今はその気持ちがわかる」と語っている[映像 2]。
- 2006年はフォーミュラ・ニッポン、SUPER GTともに父のチームでの参戦となったが、実の息子であるがゆえにレース結果に対して父は厳しく、日本のトップチームである「ホシノインパル（ホシノレーシング）」として納得できる成績ではなかったことを理由にフォーミュラは1年で、GTは2年でインパルチームから放出された。ただしGTにおいては腕を磨いてGT300でこの経験を生かしてほしいという父の考えもあり本人も理解していたようである。この経験を活かした一樹は前述の通り放出された翌2008年にGT300でチャンピオンを獲得した。
- フォーミュラニッポンのあるレースでインパルのエースだった本山哲の付き人をした際、本山が遅刻したが、父・一義は本山では無く一樹に怒り、無線機がノーバンで飛んで来たと発言している。
- たいへん涙もろく、スーパーGTではGT300・GT500いずれの初優勝時にも人目をはばからず大泣きした。2008年にGT300のチャンピオンになった際は、王者決定の瞬間に父と抱き合い涙し、直後のインタビューの時にも当初は毅然と振舞っていたが、インタビュアーが父の名前を出した瞬間に再び落涙している。
- 若い時には南大井に所在していたニスモの部品庫でアルバイトをしていた。これは柳田真孝との共通事項である。
- 競馬好きであり[映像 3]、一口馬主である[注釈 1]。自分の通常のSNSアカウントのほかに競馬専用のインスタグラムアカウントを作る愛好家である。2016年と2020年には専門チャンネルのCSグリーンチャンネル「競馬場の達人」に本山哲・安田裕信とともに出演した[16]。馬刺しは決して食べないというポリシーを持っている。
- ファッション全般とスニーカーに関心が高く、造詣が深い[映像 4]。